# ماورو أغيري
ماورو أغيري (بالإسبانية: Mauro Aguirre)‏ (21 أبريل 1990 في الأرجنتين - ) هو لاعب كرة قدم أرجنتيني في مركز الوسط.

## وصلات خارجية
- ماورو أغيري على موقع قاعدة بيانات كرة القدم.إي يو (الإنجليزية)
- ماورو أغيري على موقع Soccerway.com (الإنجليزية)
- ماورو أغيري على موقع عالم كرة القدم.نت (الإنجليزية)